# Sinheresy
I Sinheresy sono un gruppo Power Metal italiano formatosi a Trieste nel 2009.
Si caratterizzano per l'uso di due voci, femminile e maschile.
Agli esordi le loro sonorità erano legate al  Symphonic metal, Heavy metal e Progressive metal, in seguito arricchite da elementi di stampo Pop e Alternative metal.

## Storia

### Gli esordi ePaint the World(2009-2016)
I Sinheresy vengono formati a Trieste nel 2009 da Lorenzo Pasutto (chitarra), Cecilia Petrini (voce) e Davide Sportiello (basso). Si aggiungono nei mesi successivi Alex Vescovi (batteria) e Stefano Sain (voce). Con questa formazione, la band pubblica nel 2011 il primo EP autoprodotto The Spiders and the Butterfly, in seguito ripubblicato dopo la firma con l'etichetta discografica Revalve Records.
Nello stesso anno entra a far parte del gruppo il tastierista Daniele Girardelli e nell'aprile 2012 i Sinheresy aprono il concerto degli svedesi Seventh Wonder a Trieste.
Il 30 settembre 2013 esce il primo full length Paint the World. L'album, mixato ai Fascination Street Studios a Varberg in Svezia, viene pubblicato per Bakerteam Records e raccoglie un discreto successo di pubblico e critica.
Il 28 ottobre 2013 i Sinheresy si esibiscono a Bologna per un concerto completamente acustico in apertura agli Anathema.
Nel febbraio 2014 la band vola in Spagna per i primi concerti all'estero di spalla ai Dark Moor. Il 23 agosto partecipano all'Agglutination Metal Festival assieme a Carcass, Entombed A.D., Belphegor ed Elvenking.
Tra febbraio e marzo del 2015, i Sinheresy suonano ventidue concerti in Europa con i Lordi, storica heavy metal band finlandese vincitrice dell'Eurovision nel 2006. Nell'estate dello stesso anno sono ospiti al Pistoia Blues Festival in apertura a Vision Divine, Queensrÿche e Dream Theater. 
La promozione dell'album Paint the World si conclude nel novembre 2016 con un tour in Spagna, Portogallo e Francia di supporto a Tarja Turunen, ex voce dei finlandesi Nightwish.

### La firma con Scarlet Records eDomino(2017-2019)
Dopo aver firmato un contratto con l'etichetta discografica italiana Scarlet Records, il 7 aprile 2017 esce il secondo full length intitolato Domino, registrato in Italia e masterizzato in Finlandia presso i Finnvox Studios da Mika Jussila.
Da questo momento la band implementa elementi di musica elettronica mettendo in secondo piano le sonorità sinfoniche degli esordi. Il batterista Alex Vescovi e il tastierista Daniele Girardelli decidono poi di lasciare la band; per i concerti successivi suoneranno al loro posto dei turnisti.
Il gruppo partecipa al Filagosto Festival in apertura agli italiani Lacuna Coil il 2 agosto 2017 a Filago (Italia).
Da questo concerto nasce una collaborazione che, nell'autunno dello stesso anno, porta i Sinheresy nuovamente in Europa ad aprire il Delirium Tour della band milanese assieme agli svizzeri Cellar Darling.

### Out of Connectione nuova line-up (2019-2022)
Nel gennaio del 2019 i Sinheresy entrano in studio per registrare il terzo full length intitolato Out of Connection. L'album viene registrato in Italia mentre la batteria, il mix e il master vengono effettuati agli Hansen Studios di Ribe in Danimarca da Jacob Hansen.
In estate, la band si esibisce al festival Hills of Rock a Plovdiv, Bulgaria condividendo il palco con Garbage, Children of Bodom, Amaranthe e Royal Republic e al Chania Rock Festival sull'isola di Creta in Grecia in apertura a Tarja Turunen e Uli Jon Roth.
Il 26 luglio esce Out of Connection. Il disco viene pubblicato da Scarlet Records e, per il mercato giapponese, dall'etichetta discografica Marquee Inc. / Avalon.
Nel novembre 2019 i Sinheresy partecipano a un tour in Spagna e Portogallo insieme ai Brainstorm (gruppo musicale tedesco). Per questo tour si unisce alla band il batterista Gabriele Boz, che dall'anno successivo entra ufficialmente nella formazione.

### Event Horizon(2023-)
Il 25 agosto 2023 esce il quarto full length Event Horizon. Anche in questo caso le registrazioni vengono effettuate in Italia tranne che per la batteria, le cui riprese vengono fatte  negli Hansen Studios in Danimarca. Il mix e il master vengono stavolta affidati a Joost van den Broek presso i Sandlane Recording Facilities di Rijen in Olanda.
La pubblicazione di Event Horizon è sempre ad opera di Scarlet Records, mentre per il mercato giapponese l'album viene pubblicato da Ward Records e distribuito da Sony Music Solutions Inc.

## Formazione

### Attuale
- Cecilia Petrini - voce (2009-presente)
- Stefano Sain - voce (2009-presente)
- Lorenzo Pasutto - chitarra (2009-presente)
- Davide Sportiello - basso, tastiere (2009-presente)
- Gabriele Boz - batteria (2020-presente)

### Ex componenti
- Alex Vescovi - batteria (2009-2017)
- Daniele Girardelli - tastiere (2011-2017)

## Discografia

### EP
- 2011 – The Spiders and the Butterfly

### Album in studio
- 2013 – Paint the World
- 2017 – Domino
- 2019 – Out of Connection
- 2023 – Event Horizon